# Magisters
Magisters — юридична фірма, створена в Києві 1997 року як «Магістр & Партнери» 2011 фірма об'єдналася з російською компанією «Єгоров, Пугінскій, Афанасьєв і партнери».

## Історія
Фірма була заснована в 1997 році в Україні, як «Магістр & Партнери», двома молодими юристами — Олегом Рябоконем і Сергієм Свирибою.
2006 року компанію об'єднано з фірмою «Правіс: Резніков, Власенко & Партнери», почато роботу на російському ринку шляхом об'єднання з «Legas Legal Solutions».
У 2008 компанія змінила назву на Magisters, а також об'єдналася з білоруською юридичною фірмою «БелЮрБюро» і відкрила офіс в Астані.
На початку 2009 року, Magisters створила своє представництво в Лондоні.
3 лютого 2011 київський офіс компанії з нез'ясованих причин захоплювався поліцією.
В липні 2011 року компанію об'єднано з російською «Єгоров, Пугінскій, Афанасьєв і партнери».

## Офіси
- Київ
- Москва
- Мінськ
- Астана
- Лондон